# Басиха
 Басиха  — деревня в Кирово-Чепецком районе Кировской области в составе Чепецкого сельского поселения.

## География
Расположена на расстоянии менее 3 км на юг-юго-восток по прямой от юго-западной границы центра района города Кирово-Чепецк.

## История
Известна с 1873 года как деревня Шибанцевская большая (Басиха), дворов 13 и жителей 102, в 1905  (Шибановская или Басиха) 17 и 100, в 1926 (уже Басиха или Шибановская ) 20 и 97, в 1950 17 и 65, в 1989 году 6 жителей. Настоящее название утвердилось с 1950 года. 

## Население
Постоянное население составляло 1 человек (русские 100%) в 2002 году, 8 в 2010.